# Joseph Gray (Bischof)
Joseph Gray (* 20. Oktober 1919 in Finternagh, Irland; † 7. Mai 1999 in Shrewsbury, Region West Midlands, Großbritannien) war ein irischer Geistlicher und Bischof von Shrewsbury.

## Leben
Joseph Gray empfing nach dem Studium der Katholischen Theologie und Philosophie am 20. Juni 1943 das Sakrament der Priesterweihe für das Erzbistum Birmingham.
Am 19. Dezember 1968 ernannte ihn Papst Paul VI. zum Titularbischof von Mercia und bestellte ihn zum Weihbischof in Liverpool. Der Erzbischof von Liverpool, George Andrew Beck AA, spendete ihm am 16. Februar 1969 die Bischofsweihe; Mitkonsekratoren waren der Erzbischof von Birmingham, George Patrick Dwyer, und der Weihbischof in Liverpool, Augustine Harris. Am 19. August 1980 ernannte ihn Papst Johannes Paul II. zum Bischof von Shrewsbury.
Johannes Paul II. nahm am 23. Juni 1995 das von Joseph Gray aus Altersgründen vorgebrachte Rücktrittsgesuch an.